# Гургаонский метрополитен
Гурга́онский метрополитен (англ. Rapid Metro) — скоростная транспортная система города Гургаон в штате Харьяна. Управляется и эксплуатируется полностью частной компанией Rapid Metro Gurgaon Limited (RMGL). Первый участок, соединивший деловой район Кибер-сити DLF со стацией «Сикандарпур» Желтой линии Делийского метрополитена, открыт 14 ноября 2013 года. Сегодня система состоит из 11 станций на одной линии длиной 11,7 км. Первый в Индии метрополитен, право на именование станций которого разыгрывалось на аукционе.

## История
Планы по строительству метрополитена в Гургаоне впервые появились в сентябре 2007 года. Предлагалось построить линию длиной 3,2 км. В ответ на инвестиционные запросы департамента городского планирования Харьяны в 2008 и 2009 годах консорциум Rapid Metro Gurgaon Limited (RMGL) предложил новый проект линии длиной 5,1 км стоимостью 9 млрд рупий, который впоследствии и был реализован.
Первая фаза строительства стартовала 12 августа 2009 года с торжественного заложения первого камня метрополитена и должна была завершиться к середине 2012 года. Итоговая стоимость проекта составила около 11 млрд рупий. 14 ноября 2013 года состоялось торжественное открытие первого в Индии построенного на частные деньги метрополитена длиной 5,1 км с 5 станциями. Шестая «Сайбер Сити» открылась позже, 7 мая 2014 года.
Строительство второй фазы длиной 6,6 км с 5 станциями началось в апреле 2013 года, её планировалось завершить к июлю 2015 года. После нескольких задержек продление первой линии с 3 станциями было открыто 31 марта 2017 года. Ещё 2 станции открылись 24 апреля 2017 года.

## Линия
Метрополитен состоит из одной линии длиной 11,7 км с 11 станциями, 4 из которых расположены на петлевом участке. Линия и станции полностью эстакадные. Обслуживается единственным депо, построенным около станции «Сектор 54 Чоук».